# Walking (album)
Pour les articles homonymes, voir Walking.
 (janvier 2012).
Si vous disposez d'ouvrages ou d'articles de référence ou si vous connaissez des sites web de qualité traitant du thème abordé ici, merci de compléter l'article en donnant les références utiles à sa vérifiabilité et en les liant à la section « Notes et références ».
Albums de Chloé Mons
Par la Rivière
(2009)
Walking est le troisième album studio solo de la chanteuse et actrice Chloé Mons, paru en 2011 chez Red And Star et distribué par Sony Music.

## Historique
L'album a été enregistré à Kingston (New York), sous la férule du producteur Malcolm Burn, connu pour avoir collaboré avec Daniel Lanois, Bob Dylan, Emmylou Harris, Midnight Oil, ou Iggy Pop. La durée initiale de l'enregistrement était de trois semaines mais il durera finalement six jours.
Pour ce troisième album solo, Chloé Mons s'est entourée de Toby Dammit aux batteries et percussions (Iggy Pop, Paul Personne, Arno) et du guitariste Yan Péchin (Hubert-Félix Thiéfaine, Alain Bashung, Brigitte Fontaine).
Cet album a été inspiré par les voyages de Chloé Mons en Afrique noire. Son ambition était de procéder à un voyage musical en remontant aux racines de la musique blues et rock à travers les incantations vaudou et chamaniques des tribus locales. Ce disque a donc des rythmes tribaux prononcés, mélangés à des sonorités rock, country, et blues américains.
Les morceaux ont été écrits et composés par Chloé Mons hormis deux reprises, Bapalaye, morceau appartenant au répertoire folklorique Diola, et également le célèbre Hot Stuff, tube disco popularisé par Donna Summer en 1979, et revisité pour l'occasion en version blues rock. Tous les titres sont en anglais, hormis le titre Fugue, en langue française.
Le titre Mister Phantom, est une ballade country probablement dédiée à Alain Bashung. Deux clips vidéos ont été tournés en 2011, pour les titres Mister Phantom, et Tough People.

## Liste des titres
| No  | Titre                   | Auteur                                            | Durée |
| --- | ----------------------- | ------------------------------------------------- | ----- |
| 1.  | Pray                    | Chloé Mons                                        | 2:32  |
| 2.  | Alcatraz                | Chloé Mons                                        | 4:18  |
| 3.  | Mister Phantom          | Chloé Mons                                        | 3:42  |
| 4.  | I'll kill your god      | Chloé Mons                                        | 2:30  |
| 5.  | Straight in the tempest | Chloé Mons                                        | 2:40  |
| 6.  | Fugue                   | Chloé Mons                                        | 3:10  |
| 7.  | Tough People            | Chloé Mons                                        | 4:42  |
| 8.  | Three days in Banjul    | Chloé Mons                                        | 2:40  |
| 9.  | Bapalaye                | Folklore Diola                                    | 3:23  |
| 10. | Hot Stuff               | Pete Bellotte / Harold Faltermayer / Keith Forsey | 5:56  |
| 11. | Wind                    | Chloé Mons                                        | 4:33  |
| 12. | Pray still              | Chloé Mons                                        | 2:30  |